# Pourtalopsammia
Pourtalopsammia is een geslacht van koralen uit de familie van de Dendrophylliidae.

## Soort
- Pourtalopsammia togata (van der Horst, 1927)